# 赫伯特·莫里森
赫伯特·莫里森（英語：Herbert Morrison，1888年1月3日—1965年3月6日），英国工党政治家，在内阁中担任过各种高级职务。两次世界大战期间，他于1929–1931年工党政府中担任交通运输部长，1931年失去议会席位后，在1930年代成为倫敦郡議會的领导人。1935年重返下议院，在当年的工党领袖选举中被克莱门特·艾德礼击败，但后来在战时联合政府中担任内政大臣。